# Moorburg (Westerstede)
Moorburg ist ein Ortsteil von Westerstede, der Kreisstadt des niedersächsischen Landkreises Ammerland. Er liegt nordwestlich von Westerstede am Rande des Lengener Moores an der Grenze zu Ostfriesland. 2003 hatte Moorburg 502 Einwohner.

## Geschichte
Das Gebiet von Moorburg gehörte früher den Hollweger Bauern und bestand lange Zeit nur aus Wiesen und Wäldern. Gegen Ende des 16. Jahrhunderts wurde eine Schanze mit Landwehr zum Schutz vor Überfällen der benachbarten Ostfriesen am Rande des Lengener Moores errichtet. Die Landwehr diente auch als Zollschranke auf der Straße von Oldenburg nach Ostfriesland.
Die Schanze hatte einen viereckigen Grundriss, der ihr im Volksmund die Bezeichnung „Burg“ gab. Der Name Moorburg leitet sich aus der Lage als „Burg am Moor“ ab. Bis 1640 wird parallel auch der Name Buttel- oder Beutelburg verwendet. Der Name deutet auf die Verwendung als Herberge / Reisestation an einer sehr alten Wegverbindung. Früher wurden Reisen des Adels und Klerikus durch den Butikularius vorbereitet, woraus sich die Namen vieler Rastplätze abgeleitet haben, die auf -büttel enden, wie z. B. Brunsbüttel oder Wolfenbüttel. Erstmals erwähnt wurde das Dorf 1601, als ein Vorfall von 1587 aufgerollt wurde, bei dem es um einen Mann ging der im Moor „zwischen der Beuttelborg und Leger Landt tot gefunden“ wurde.
Erst später, etwa um 1620 herum, wurde das zumeist aus schlecht entwässerten, moorigen Niederungen bestehende Gebiet von Kötern besiedelt, die teils Heuerleute der Hollweger Hausmänner waren. Im Oldenburgischen Contributionsregister von 1679 sind in Moorburg zehn Köterstellen verzeichnet. 1666 fiel etwa ein Drittel der Dorfbevölkerung der Pest zum Opfer.
Ab 1738 führte ein Postweg von Oldenburg über Moorburg durch das Lengener Moor weiter nach Ostfriesland, der zuvor durch Apen verlaufen war. Die Zollstation Moorburg wurde so zusätzlich zur Poststation. Erst 1838 wurde der Sandweg mit Steinen gepflastert. Mit dem Niedergang der Fahrpost nach Fertigstellung der Bahnstrecke Oldenburg–Leer 1869 verloren auch Moorburg und der alte Postweg an Bedeutung. Aus ihm entwickelte sich später die Bundesstraße 75, die von der niederländischen Grenze über Oldenburg, Bremen und Hamburg weiter an die Ostsee führte.

## Verkehr
Die durch Moorburg führende ehemalige Bundesstraße 75 wurde 1985 mit Fertigstellung der größtenteils parallel zu ihr verlaufenden Autobahn 28 zur Landesstraße heruntergestuft. Über die Abfahrt Westerstede-West der A 28 blieb Moorburg aber an das Fernstraßennetz angebunden. Die ehemalige Raststätte in unmittelbarer Nähe der Autobahnabfahrt wird heute als Autohof betrieben.
Drei Buslinien des Bürgerbus-Vereins Westerstede sowie die Linien (Westerstede–Ihausen–Westerstede), (Westerstede–Halsbek) und (Westerstede–Remels–Leer) der Weser-Ems-Bus binden Moorburg an den ÖPNV an.